# Petzenhofen
Petzenhofen ist ein Gemeindeteil der Gemeinde Geltendorf im oberbayerischen Landkreis Landsberg am Lech.

## Geografie
Das Dorf Petzenhofen liegt circa fünf Kilometer nördlich von Geltendorf im östlichen Teil des Paartals.

## Geschichte

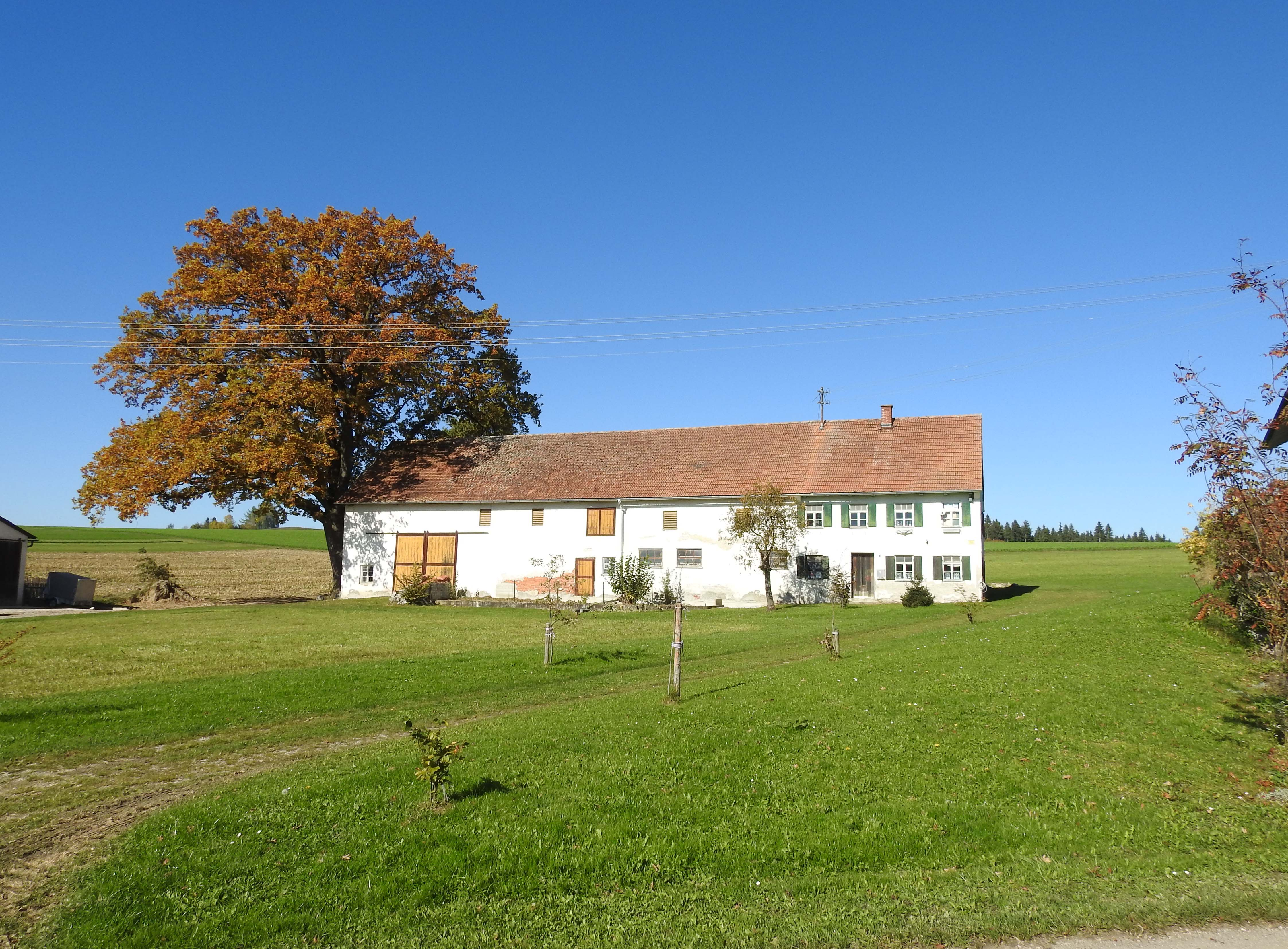
Altes Bauernhaus in Petzenhofen

Urkundlich wird das Dorf 1345 erstmals genannt.
Petzenhofen gehörte zum Gebiet Egling des Unteramtes des Landgerichtes Landsberg, 1552 werden vier Anwesen genannt. Die zwei ganzen Höfe und zwei Sechzehntelhöfe waren seit 1476 dem Kloster Andechs grundbar.
Im Jahr 1752 werden nur noch die beiden ganzen Höfe erwähnt, der Unterbauer und der Xanderhof.
Nach der Säkularisation kam Petzenhofen im Zuge der Gemeindeedikte 1818 zur neu gegründeten Gemeinde Walleshausen. Mit dieser wurde das Dorf am 1. Juli 1972 nach Geltendorf eingemeindet.

## Baudenkmäler
In Petzenhofen befindet sich katholische Kapelle Sankt Jacobus, ein Bau aus dem 16. Jahrhundert.